# Grupo Volcánico Tatun
Grupo Volcánico Tatun (en chino: 大屯火山群) es un grupo volcánico ubicado en el norte de la isla de Taiwán, que se encuentra a 15 km al norte de Taipéi, y al oeste de la localidad de Keelung. Está junto a la costa norte de la isla de Taiwán. El grupo volcánico es el resultado de episodios de vulcanismo entre 2,8 y 0,2 millones de años. En la actualidad, algunas de las actividades hidrotermales y fumarolas de gas siguen en activo entre estos volcanes. Las observaciones sobre el Grupo Volcánico Tatun sugieren que las cámaras de magma probablemente todavía existen sobre la superficie terrestre en el norte de Taiwán.